# 그루피: 사생팬
《그루피: 사생팬》(Groupie)은 미국에서 제작된 마크 L. 레스터 감독의 2010년 범죄, 미스터리, 스릴러 영화이다. 타린 매닝 등이 주연으로 출연하였고 데이너 두보브스키 등이 제작에 참여하였다.

## 출연

### 주연
- 타린 매닝
- 할 오즈샌
- 에릭 로버츠

### 조연
- 벳시 루
- 대니 아로요
- 미치 라이언
- 마이클 테
- 마야 밀레티치
- 니키 무어
- 베빈 프린스
- 캐시 스필만

## 기타
- 사운드슈퍼바이저: 그렉 보스버그
- 의상: 앨리시아 조이 라이딩스
- 배역: 잔 글레저
- 배역: 마크 틸먼